# Flamengo (együttes)
A Flamengo egy cseh rock zenei együttes volt.

## Története
A zenekart 1966 augusztusában Prágában alapította Přemysl Černý, az énekesek kezdetben Petr Novák és Viktor Sodoma voltak. Petr Novák 1967 júniusi kilépése után a zenekar repertoárja a soul és a blues felé terelődött. Az 1970-es évek kezdetén Vladimír Mišík, Ivan Khunt, Pavel Fořt, Jan Kubík, Vladimír Kulhánek és Jaroslav Erno Šedivý alkották a zenekart, zenei stílusuk ekkor a rock és a jazz-rock irányába helyeződött át. 1972-ben kiadott Kuře v hodinkách című egyetlen nagylemezüket a cseh rockzene legjelentősebb alkotásai közé sorolják. A zenekar 1972-ben feloszlott.

## Tagok
- Přemysl Černý (dob, 1966-68)
- František Francl (szólógitár, 1966-70)
- Pavel Fořt (basszus, gitár, 1966-72)
- Eduard Vršek (billentyűsök, 1966)
- Jiří Čížek (basszus, billentyűsök, 1966-67)
- Petr Novák (ének, 1966-67)
- Viktor Sodoma (ének, 1966)
- Pavel Sedláček (ének, 1966-69)
- Karel Kahovec (ének, ritmusgitár, 1966-68)
- Jaroslav "Erno" Šedivý (dob, 1968-72)
- Ivan Khunt (billentyűsök, ének, 1969-72)
- Joan Duggan (vokál, 1969-70)
- Vladimír "Guma" Kulhánek (basszus, 1970-72)
- Vladimír Mišík (ének, 1970-72)
- Jan Kubík (fafúvósok, 1970-72)

## Lemezeik

### Nagylemez
- Kuře v hodinkách (1972)

### Kislemez
- Každou chvíli / Týden v elektrickém městě (1971)

## Fordítás
Ez a szócikk részben vagy egészben a Flamengo című cseh Wikipédia-szócikk ezen változatának fordításán alapul.  Az eredeti cikk szerkesztőit annak laptörténete sorolja fel. Ez a jelzés csupán a megfogalmazás eredetét és a szerzői jogokat jelzi, nem szolgál a cikkben szereplő információk forrásmegjelöléseként.